# Erioptera (Teleneura) ctenophora
Erioptera (Teleneura) ctenophora is een tweevleugelige uit de familie steltmuggen (Limoniidae). De soort komt voor in het Oriëntaals gebied.